# Траут Крик (Монтана)
Траут Крик (енгл. Trout Creek) насељено је место без административног статуса у америчкој савезној држави Монтана.

## Демографија
По попису из 2010. године број становника је 242, што је 19 (-7,3%) становника мање него 2000. године.
| Група             | 2000.       | 2010.       |
| Белци             | 241 (92,3%) | 227 (93,8%) |
| Афроамериканци    | 0 (0,0%)    | 0 (0,0%)    |
| Азијати           | 0 (0,0%)    | 1 (0,4%)    |
| Хиспаноамериканци | 5 (1,9%)    | 2 (0,8%)    |
| Укупно            | 261         | 242         |